# Kiel (kleding)

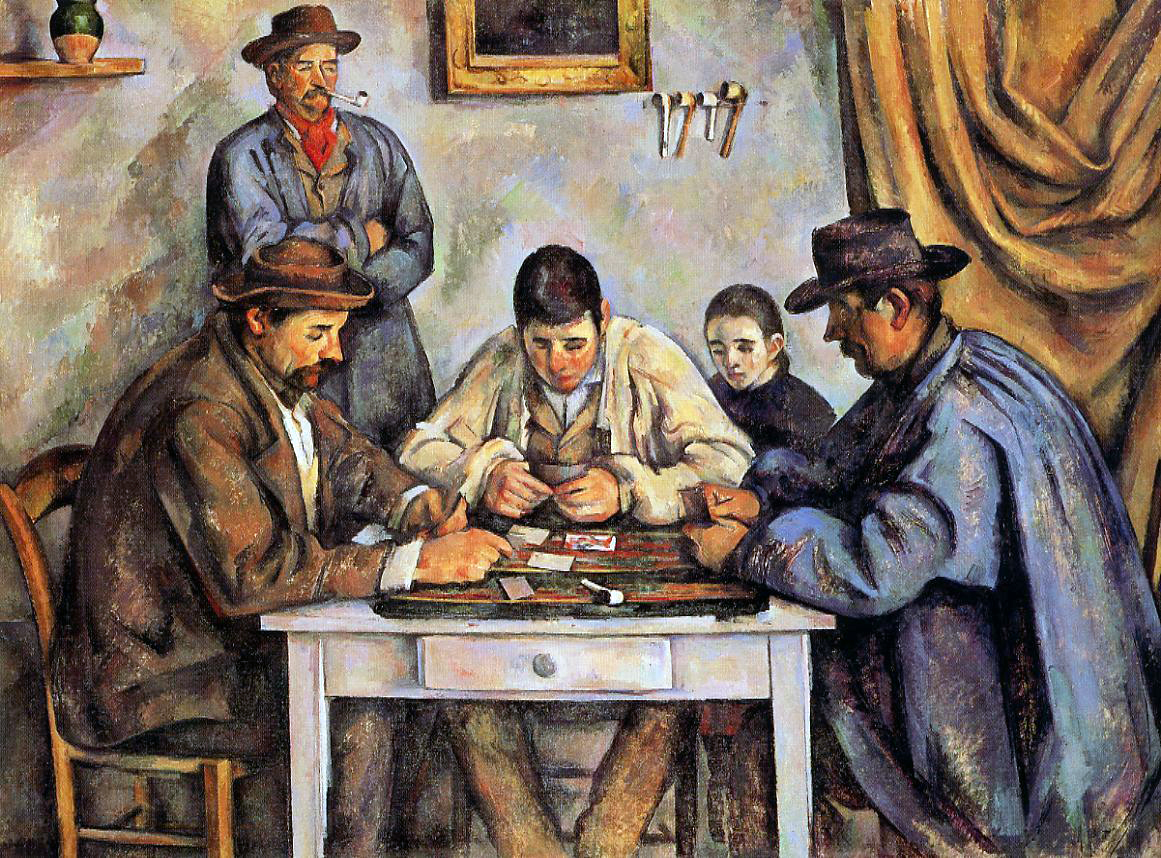
Kaartspelende boeren, waarvan twee met een blauwe kiel, door Paul Cézanne (1890-1892)

De kiel of boerenkiel is een kledingstuk zonder voorsluiting dat over het hoofd wordt aangetrokken. De kiel was vooral in gebruik bij boeren, vissers en werklui. Hij werd over de andere kleding gedragen. In later tijd kwam in plaats er van de overall in gebruik. 

## Materiaal

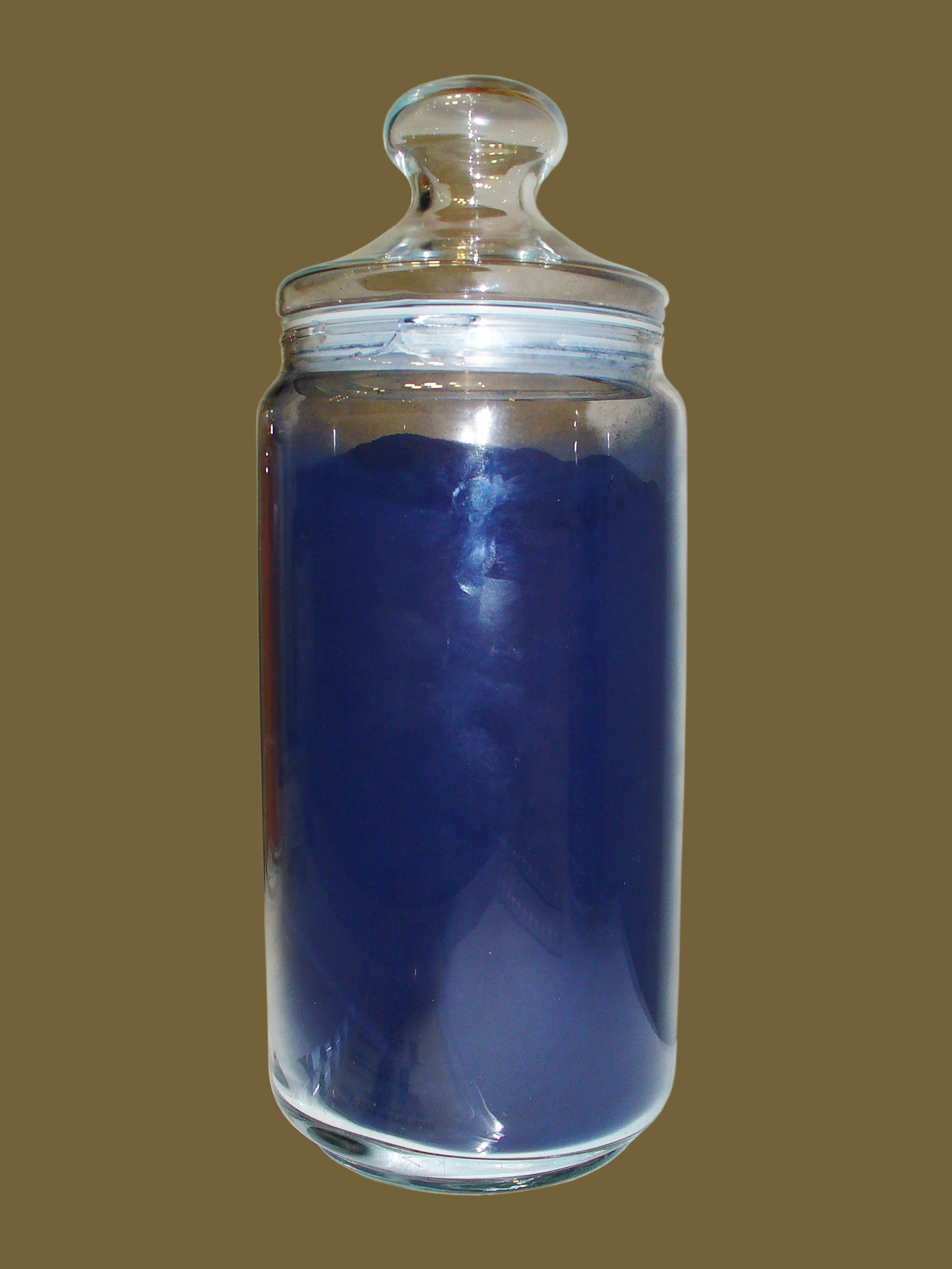
Verfstof uit de wedeplant

De gebruikte stof is meestal stevig linnen of katoen. 

## Kleur
De kleur is meestal donkerblauw. De oorspronkelijke verfstof werd uit de wedeplant (Isatis tinctoria) vervaardigd, later werd indigo en synthetisch indigo gebruikt. Vaak worden witte strepen in de lengterichting ingeweven.

## Gebruik

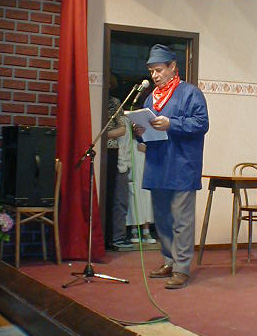
Een kiel als (pseudo)klederdracht

De kiel wordt als werkkleding weinig meer gebruikt. Het werd een (pseudo)traditionele dracht, vooral bij carnaval of culturele evenementen, al dan niet in de combinatie met klompen en een rode halsdoek. Deze combinatie wordt vaak als typisch Nederlands gezien, hoewel zij ook in België, Luxemburg en West- en Noord-Duitsland voorkwam.